# دريك والكوت
دريك والكوت (بالإنجليزية: Derek Alton Walcott)‏ (23 يناير 1930 في سانت لوسيا - 17 مارس 2017) هو شاعر وكاتب. حصل عام 1992 على جائزة نوبل للآداب.
عمل محاضرًا في عدة جامعات في الولايات المتحدة الأمريكية، عين عام 1981 أستاذًا للغة الإنجليزية في جامعة بوسطن الأمريكية.

## طفولته وبداية حياته
ولد والكوت ونشأ في كاستريس، سانت لوسيا، في جزر الهند الغربية، وهو ابن أليكس مارلين ووارويك والكوت. لدى والكوت شقيق توأم، وهو الكاتب المسرحي رودريك والكوت، وأخت اسمها باميلا والكوت. عائلته من أصول إنجليزية وهولندية وأفريقية، تعكس التاريخ الاستعماري المعقد للجزيرة في شعره. كانت والدته معلمةً تحب الفن، وتردد الشعر حول منزلهم كثيرًا. كان والده موظفًا في الخدمة المدنية، ورسامًا موهوبًا. مات عندما كان والكوت وأخوه بعمر سنة واحدة، وتكفلت والدتهما بتربيتهما ورعايتهما. نشأ والكوت في المدارس الميثودية. وفّرت أمه، التي كانت تعمل معلمة في مدرسة ميثودية ابتدائية، لأولادها بيئة تمكنهم من صقل مواهبهم وتنميتها. كانت عائلة والكوت جُزءًا من طائفة ميثودية صغيرة، شعرت بطغيان الثقافة الكاثوليكية المهيمنة في الجزيرة، والتي تأصلت خلال الحكم الاستعماري الفرنسي عليها.
تدرب والكوت في بداية شبابه على الرسم بإشراف هارولد سيمونز، الذي كانت سيرته الفنية الاحترافية محفزة وملهمة لوالكوت. كان والكوت معجبًا جدًا ببول سيزان وجورجوني، وسعى إلى التعلم منهما. عُرضت لوحات والكوت لاحقًا في معرض أنيتا شابولسكي في مدينة نيويورك، وفي معرض عام 2007 بعنوان «فرشاة الكاتب: لوحات ورسومات لكتاب».

## مسيرته المهنية
بعد تخرجه، انتقل والكوت إلى ترينيداد في عام 1953، حيث أصبح ناقدًا ومعلمًا وصحفيًا. أسس ورشة مسرح ترينيداد عام 1959 وظل نشطًا مع مجلس إدارتها.
لاقت مجموعته الشعرية بعنوان في ليلة خضراء: قصائد شعرية 1948-1960 (1962) اهتمامًا عالميًا، وفيها استكشف منطقة الكاريبي وتاريخها خلال الاستعمار وما بعده. عُرضت مسرحيته «حلم على جبل القرد» عام 1970 على شاشة إن بي سي في الولايات المتحدة في نفس سنة نشرها، كان مكاك بطل هذه المسرحية، ومثل حالة المستعمَر تحت حكم القوات القمعية للمستعمرين الأقوياء. في عام 1971، أنتجتها شركة نيجرو إينسيمابلي في مدينة نيويورك؛ وفازت بجائزة أوبي في تلك السنة عن فئة «أفضل مسرحية أجنبية». في السنة التالية، حاز والكوت على وسام الإمبراطورية البريطانية عن عمله.
وظفته جامعة بوسطن كمعلم في الولايات المتحدة، حيث أسس مسرح الكتاب المسرحيين في بوسطن عام 1981. في تلك السنة، حصل أيضًا على زمالة مؤسسة ماك آرثر في الولايات المتحدة. درّس والكوت الأدب والكتابة في جامعة بوسطن لأكثر من عقدين، ونشر كتبًا جديدة في الشعر والمسرحيات بشكل منتظم. تقاعد والكوت من منصبه في جامعة بوسطن عام 2007. كون صداقات مع شعراء آخرين، بمن فيهم المغترب الروسي جوزيف برودسكي، الذي عاش وعمل في الولايات المتحدة بعد نفيه عام 1970، والإيرلندي شيموس هيني الذي درّس أيضًا في بوسطن.

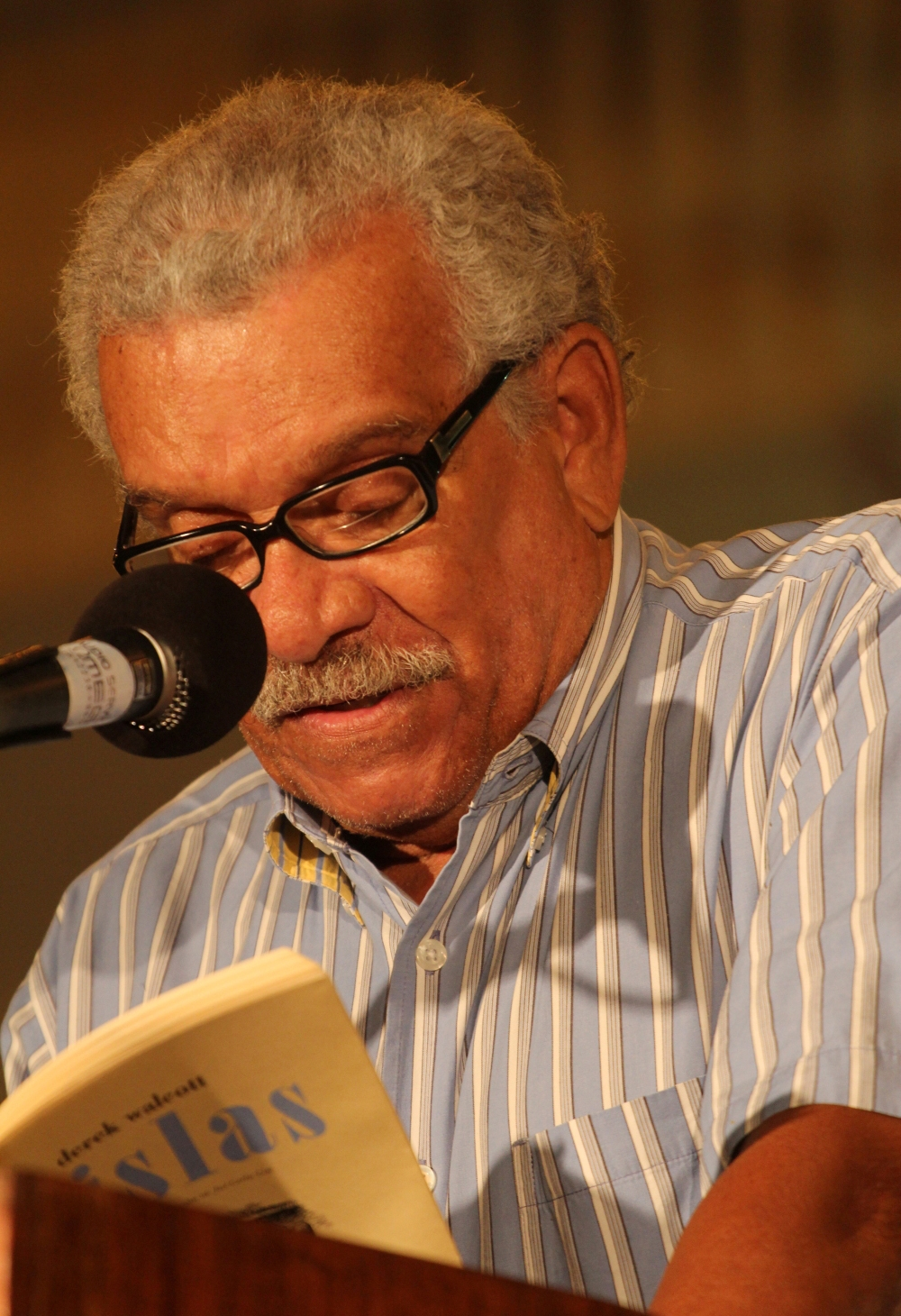
ديريك والكوت، والثامن مهرجان انترناسيونال، 1992

حصل والكوت على جائزة نوبل في الأدب عام 1992، وهو ثاني كاتب كاريبي يحصل على هذه الجائزة بعد سان جون بيرس المولود في غوادلوب عام 1960. وصفت لجنة الجائزة عمله بأنه «مسرحية شعرية ذات ألق عظيم، مدعمة برؤية تاريخية، نتيجة الارتباط بثقافات متعددة». فاز بجائزة أنيسفيلد - وولف عام 2004 لإنجازاته الحياتية.

## اتهامات التحرش الجنسي
في عام 1982، اتهمت إحدى طالبات السنة الدراسية الثانية في جامعة هارفارد والكوت بالتحرش الجنسي بها في سبتمبر 1981، وادعت أنها بعد أن رفضت فعلًا جنسيًا منه، منحها درجة «سي» لوحدها في الفصل. في عام 1996، رفعت إحدى طالبات جامعة بوسطن دعوىً على والكوت بسبب التحرش الجنسي و«الاتصال الجسدي الجنسي العنيف»، وقد توصل الاثنان إلى تسوية فيما بعد.
في عام 2009، كان والكوت مرشحًا قويًا لمنصب أستاذ الشعر بجامعة أكسفورد، وقد سحب ترشيحه بعد ورود أنباء عن اتهامه بالتحرش الجنسي في عامي 1981 و1996.

## روابط خارجية
- دريك والكوت على موقع IMDb (الإنجليزية)
- دريك والكوت على موقع الموسوعة البريطانية (الإنجليزية)
- دريك والكوت على موقع مونزينجر (الألمانية)
- دريك والكوت على موقع ميوزك برينز (الإنجليزية)
- دريك والكوت على موقع قاعدة بيانات برودواي على الإنترنت (الإنجليزية)
- دريك والكوت على موقع إن إن دي بي (الإنجليزية)
- دريك والكوت على موقع ديسكوغز (الإنجليزية)
- دريك والكوت على موقع قاعدة بيانات الفيلم (الإنجليزية)